# Симург
Симорг или Симург, а в научните публикации на български език наричан и Сенмурв, е полиморфен образ на куче-птица от персийската култова иконография.

## Етимология
Названието Сенмурв произлиза от средноперсийския език на Древен Иран. Коренът Сен произхожда от думата [Саена], каквото е името на прадърво, носещо семената на всички растения. На него птицата прави своето гнездо и затова е наречена Сенмурв или Сенмуруг, а в днешните източници – Симург. На авестийски език птицата се нарича mərəγō saēnō [мерего сено], в превод птицата Сен. Този образ намира широко разпространение в изкуството и фолклора на много съседни на Иран страни и народи, включително и в Кавказ. Сред арменците образът се среща под името синамахавк, сред кюрдите – семир, сред удините – кпур, сред някои славянски народи – симаргал.

## Символ
Образът на Симорг в иранската митология е свързан с вечното „дърво на живота“. Живеейки на това вълшебно дърво, птицата Симорг сваля от него семена и дарува плодородие на земята. В същото време това полиморфно чудовище куче-птица се явява символ на трите стихии на света в Древен Иран. В знаменитата поема на Фирдоуси „Шахнаме“ се говори за фантастично крилато същество с опашка на птица, глава и крака на животно, което много прилича на Симорг и е знак на царско достойнство. Освен като емблема, отбелязваща владетелската власт, на образа са били приписвани и предпазни функции от въздействието на злите сили.

## Свидетелства
Най-многобройни са образите върху сасанидски метални съдове и паметници на текстила от V – VII век, като изображения на сенмурви се срещат и по-късно – до ХI – XII век. Най-многобройни са изображенията на сенмурви върху паметници на торевтиката и текстила. Някои от тях са представени върху сребърни съдове от колекциите на Ермитажа, музея в Техеран и Британския музей в Лондон или с изображението върху копринения плат от Мощевая Балка в Ермитажа, принадлежащ на алански вожд. Този образ се среща представен и върху една кожена чанта от разкритото погребение на алански княз.
От българските земи подобна находка са т.нар. преславски сенмурви от диадемата в Преславското златно съкровище. Най-вероятно е образът върху плочките на диадемата от Преслав е достигнал до българските земи посредством чуждестранен внос на луксозни стоки от Византия и Близкия Изток. Сами по себе си Преславската диадема с още някои предмети на накитната гарнитура са дело на златарско ателие в Преслав, което е обслужвало обитателите на двореца и някои от високопоставените столични боляри. Нейният създател е бил много добре запознат с орнаменталния и изобразителен репертоар както на византийското, така и на иранското изкуство. Очевидно образът на сенмурв е бил познат на старобългарското изкуство през IХ – Х в. Освен на диадемата е засвидетелстван и върху фрагменти от керамичен съд на ателието за рисувана керамика в дворцовия манастир на Преслав. Вероятно този полиморфен образ достига в българската столица с митовете за него, познати на Кубратовите българи в Северен Кавказ или от контактите с аланите, които в края на IX – началото на Х в. създават държавно обединение, обхващащо земите на Централен Кавказ с Предкавказието. В забележителното постижение на аланската култура – Нартския епос, има отгласи от ирански митове и образът на сенмурв се среща под името Пакондзи.